# The Swingin'est
 The Swingin'est — студійний альбом американського джазового тромбоніста Бенні Гріна, випущений у 1959 році лейблом Vee-Jay.

## Опис
На цій рослабляючій джем-сесії акцент зроблений на блюз і прості зміни базових акордів. Октет очолив тромбоніст Бенні Грін, який також включає тенор-саксофоністів Джина Еммонса і Френка Фостера, трубача Нета Еддерлі, Френка Весса на тенор-саксофоні та флейті і ритм-секцію під керівництвом Томмі Фленагана; у кожного музиканта є можливості для соло.
Композиції «Sermonette»/«Jim Dog» були випущені на синглі (VJ 276) у 1959 році.
У 1962 році був перевиданий Vee-Jey під назвою Juggin' Around.

## Список композицій
1. «Juggin' Around» (Френк Фостер) — 6:27
2. «Going South» (Френк Фостер) — 10:43
3. «Jim Dog» (Джин Еммонс) — 7:10
4. «Sermonette» (Джон Гендрікс, Нет Еддерлі) — 4:16
5. «Little Ditty» (Френк Весс) — 3:15

## Учасники запису
- Нет Еддерлі — труба
- Бенні Грін — тромбон
- Джин Еммонс, Френк Фостер — тенор-саксофон
- Френк Весс — тенор-саксофон, флейта
- Томмі Фленаган — фортепіано
- Ед Джонс — контрабас
- Альберт Гіт — ударні

Технічний персонал
- Сід Маккой — продюсер